# Самоврядування
Самоврядува́ння — надане законом право місцевих органів самостійно вирішувати питання, що входять до їхньої компетенції; діяльність щодо реалізації цього права.
Самоврядува́ння — автономне функціонування будь-якої організаційної структури (підсистеми), уповноважене прийняття нею рішень з внутрішніх проблем, включення виконавців у процеси вироблення рішень; колективне управління як участь усіх членів організації, населення в роботі відповідного органу управління. До принципів самоврядування належать: повний демократизм, гласність, відповідальність за рішення, що приймаються, та виконання їх.
Розрізняють місцеве самоврядування, студентське самоврядування, учнівське самоврядування, робітниче самоврядування, адвокатське, суддівське самоврядування тощо.